# Marsais
Marsais település Franciaországban, Charente-Maritime megyében. Lakosainak száma 956 fő (2022. január 1.). Marsais Bernay-Saint-Martin, Dœuil-sur-le-Mignon, Saint-Félix, Saint-Mard, Saint-Saturnin-du-Bois és Val-du-Mignon községekkel határos.

## Népesség
A település népességének változása:
| Lakosok száma | 870  | 713  | 702  | 858  | 907  | 905  | 922  | 930  | 929  | 956  |
|               | 1968 | 1982 | 1990 | 2006 | 2013 | 2015 | 2017 | 2019 | 2020 | 2022 |